# Ubiz Cabs
Ubiz Cabs és un servei de taxi africà dirigit exclusivament per dones. Fundat per la congolesa Patricia Nzolantima l'any 2019, aquest servei de taxi té com a objectiu empoderar i generar llocs de feina per les dones al Congo. Els taxis d'Ubiz Cabs estan pintats de rosa com a senya distintiva per quan circulen per la capital Kinshasa, i actualment ja disposa d'unes 100 conductores. EL servei Ubiz Cabs permet oferir un transport més segur per les dones congoleses, a més de tenir un ambient més confortable en possibilitar que les dones pugui contractar els serveis exclusivament d'altres dones, a més que els vehicles ofereixen serveis com accés a Wifi, tauletes tàctils, aperitius i begudes al llarg del trajecte, a més d'un sistema de geolocalització GPS per localitzar els vehicles, i també la possibilitat de pagament electrònic.